# Réez-Fosse-Martin
Réez-Fosse-Martin település Franciaországban, Oise megyében. Lakosainak száma 142 fő (2022. január 1.). Réez-Fosse-Martin Puisieux, Vincy-Manœuvre, Acy-en-Multien, Bouillancy és Brégy községekkel határos.

## Népesség
A település népessége az elmúlt években az alábbi módon változott:
| Lakosok száma | 161  | 153  | 154  | 149  | 147  | 145  | 143  | 145  | 142  |
|               | 2013 | 2015 | 2016 | 2017 | 2018 | 2019 | 2020 | 2021 | 2022 |